# Junicus gerhardi
Genre
Synonymes
- Sokkupia Mello-Leitão, 1949

Espèce
Synonymes
- Sokkupia olivacea Mello-Leitão, 1949
- Acrographinotus luteipalpis Roewer, 1957

Junicus gerhardi, unique représentant du genre Junicus, est une espèce d'opilions laniatores de la famille des Gonyleptidae.

## Distribution
Cette espèce est endémique du Pérou. Elle se rencontre dans les régions de Junín a Huancavelica et Cajamarca.

## Description
Le mâle holotype mesure 6,8 mm et la femelle paratype 9,0 mm.

## Étymologie
Cette espèce est nommée en l'honneur de William J. Gerhard.

## Publication originale
- Goodnight & Goodnight, 1947 : « Phalangida from Tropical America. » Fieldiana, Zoology, vol. 32, no 1, p. 1–58 (texte intégral).